# Никитина, Нина Ильинична
Нина Ильинична Никитина (1913—2000) — советская актриса театра и кино.
Озвучила много иностранных фильмов, работала на радио.

## Биография
Родилась 30 декабря 1913 года.
В 1930-х годах училась в театральной студии имени М. Н. Ермоловой под руководством Всеволода Аксёнова.
Во время Великой Отечественной войны участвовала во фронтовых бригадах.
Окончила Щукинское училище, после которого поступила в Театр имени Вахтангова. Актрисой Вахтанговского театра была с 1937 по 1956 годы. С 1961 по 1990 годы — актриса в Театре киноактёра.
Умерла 17 сентября 2000 года в Москве. Похоронена вместе с отцом на 22-м участке Введенского кладбища.
Муж — Николай Иванович Большаков (1912—1990), кинооператор, Заслуженный деятель искусств РСФСР. Дочь — Екатерина Большакова (Погожева).

## Фильмография
- 1939 год — Щорс — Настя, невеста Чижа
- 1939 год — Минин и Пожарский — Палашка
- 1940 год — Салават Юлаев — Оксана
- 1940 год — Небеса — Варя
- 1942 год — Швейк готовится к бою — Юлька, певица в «Приюте шофёров»
- 1943 год — Новые похождения Швейка — Христина
- 1944 год — Родные поля — Маруся Тютькова
- 1952 год — Джамбул — учительница
- 1953 год — Егор Булычов и другие — Глафира, горничная и зазноба Булычова
- 1955 год — Васёк Трубачёв и его товарищи — мать Саши Булгакова
- 1956 год — За власть Советов — Матрёна Терентьевна
- 1957 год — Степан Кольчугин — Марфа
- 1957 год — Отряд Трубачёва сражается — мать Саши Булгакова (нет в титрах)
- 1958 год — Над Тиссой — Марья Васильевна Симак, мать Терезии
- 1960 год — Своя голова на плечах — Екатерина Ивановна — мать Вали
- 1960 год — Леон Гаррос ищет друга — мама Феди
- 1961 год — Алёнка — тётя Груня, врач Аграфена Сергеевна
- 1962 год — Серый волк — Дарья Степановна
- 1964 год — Они шли на Восток (СССР, Италия) — эпизод
- 1965 год — Стряпуха — Дарья, мать Галины
- 1965 год — Родившийся в грозу — мать Наташи
- 1965 год — Дайте жалобную книгу — мать Татьяны
- 1969 год — Сердце Бонивура — эпизод
- 1967 год — Таинственный монах — игуменья

### Озвучивание мультфильмов
- 1954 — Золотая антилопа — Антилопа
- 1963 — Тараканище — Кенгуру
- 1973 — Василёк — бабушка
- 1976 — Сказка дедушки Ай-По
- 1984 — Саффи — Цафринка

### Дублирование фильма
В дублировании озвучила роли в более ста фильмах, в частности в фильме «Фанфан-тюльпан» — дублировала Джину Лоллобриджиду. Читает текст в фильмах «Я — Куба» (голос Кубы), «Король Шумавы».

Сыгранную (в фильме «Прощание») Станютой роль мастерски озвучила Нина Никитина. К сожалению, актриса ныне забытая.

А когда-то с экранов её голосом говорили героини Цары Леандер, Изы Миранды, Симоны Синьоре.— Искусство кино, 2003

## Награды
- Медаль «За трудовую доблесть» (16 декабря 1946) — за выдающиеся заслуги в области советского театрального искусства, в связи с 20-летием Государственного театра имени Евг. Вахтангова[2]